# Экспедиционный корпус Русской армии во Франции и Греции
Экспедиционный корпус русской армии во Франции и Греции (Экспедиционный корпус, Русский экспедиционный корпус, фр. Corps expéditionnaire russe en France) — обобщающее наименование экспедиционных войск (соединений, бригад) Русской императорской армии, участвовавших в Первой мировой войне на территории Франции и Греции по инициативе двух государств в рамках интернациональной помощи и обмена между двумя союзниками по Антанте.
Первоначально планировалось направить во Францию формирования общей численностью в 400 000 человек личного состава.
Особые экспедиционные войска РИА включали в себя четыре отдельные особые пехотные бригады (двухполкового состава каждая) общей численностью личного состава в 750 офицеров и 45 000 унтер-офицеров и солдат, которые прибыли в течение 1916 года во Францию. 1-я и 3-я особые пехотные бригады были отправлены на фронт в Шампани, а 2-я и 4-я — на Салоникский фронт, в Македонию. Весной 1917 года во Францию прибыли артиллерийская бригада и инженерно-сапёрный батальон.
Личный состав корпуса совместно с французскими и британскими войсками защищал регион Шампань — Арденны. Особо отличилась пехота корпуса под Реймсом, не допустив прорыва немецких дивизий в направлении Парижа.

## Название
Название «экспедиционный корпус» применительно к 4-м бригадам использовалось в научной литературе. Русский военный агент граф Алексей Игнатьев (активно участвовавший в подготовке корпуса) в воспоминаниях «Пятьдесят лет в строю» писал, что только после окончания Первой мировой войны из литературы узнал, что эти бригады назывались экспедиционным корпусом:

Само название «экспедиционный корпус» создает представление о каком-то крупном военном соединении, выполнившем в мировую войну самостоятельную задачу где-то за пределами России. Однако сам я, как ни странно, услышал про русский экспедиционный корпус только после войны, приехав из Парижа в Москву, где ознакомился с обширной литературой, посвященной этому корпусу. Оказалось, что дело идет о тех четырёх пехотных бригадах, которые разновременно были посланы во Францию и в Солоники... Они входили в состав французских армий и корпусов и никаким общим русским руководством объединены не были.

## История
Приехавший в Российскую империю, в конце 1915 года представитель военной комиссии французского сената П. Думер предложил царскому правительству России направить на Западный фронт, во Францию, 400 000 русских офицеров, унтер-офицеров и солдат в обмен на недостающее русской императорской армии вооружение и боевые припасы.

Маршруты движения соединений Экспедиционного корпуса Русской армии

В январе 1916 года была сформирована 1-я особая пехотная бригада двухполкового состава (в некоторых источниках именуется 1-я Особая русская пехотная бригада). Начальником особой пехотной бригады (по нынешнему — командир) был назначен генерал-майор Н. А. Лохвицкий. Проследовав маршем на железнодорожном транспорте по маршруту Москва — Самара — Уфа — Красноярск — Иркутск — Харбин — Далянь, далее французским морским транспортом по маршруту Далянь — Сайгон — Коломбо (Цейлон) — Аден — Суэцкий канал — Марсель, прибыла в порт Марселя 20 апреля 1916 года, а оттуда на Западный фронт. Появление союзных российских войск произвело большое впечатление во Франции.
В июле 1916 года через Францию на Салоникский фронт была отправлена 2-я особая пехотная бригада под командованием генерал-майора М. К. Дитерихса.
В июне 1916 года было начато формирование 3-й особой пехотной бригады под командованием генерал-майора В. В. Марушевского. В августе 1916 года она была отправлена во Францию через Архангельск.
Затем была сформирована последняя, 4-я особая пехотная бригада во главе с генерал-майором М. Н. Леонтьевым, отправленная в Македонию. Отплыла из Архангельска на пароходе «Мартизан» в середине сентября, в Салоники прибыла на пароходе «Лютеция» 10—20 октября 1916 года.
Российские части участвовали в битве при Вердене.
После серьёзных потерь в ходе апрельского наступления 1917 года на Западном фронте, составивших 5183 солдата и офицера убитыми и ранеными, 1-я и 3-я особые пехотные бригады были отведены на отдых в военный лагерь Ла-Куртин близ Лиможа, где их объединили в 1-ю особую пехотную дивизию под командованием генерал-майора Н. А. Лохвицкого.
В сентябре 1917 года произошло солдатское восстание в лагере Ла-Куртин, жестоко подавленное.
После Октябрьской революции французским командованием были расформированы полки особых пехотных бригад. Солдатам и офицерам предлагалось или сражаться и дальше, но в частях Франции, или идти работать на предприятия Франции, или отправиться в колонии Франции в Северной Африке (на каторгу). В 1-й особой пехотной дивизии один батальон (около 300 человек) изъявил желание сражаться и дальше, 5000 человек предпочли фронт работе на гражданских предприятиях, и около 1500 человек были отправлены в Африку (среди них в основном были активисты солдатских комитетов и те, кто попал в немилость к французскому военному командованию).
В общей сложности в Алжир попали около 9000 российских военных, 50 из которых — младшие офицеры. Солдат разделили на небольшие трудовые отряды и команды, расселив далеко друг от друга, чаще в отдалённых и малозаселённых районах. Питание было крайне скудным.
Первые эшелоны с российскими солдатами из Франции в Россию отправились весной 1919 года — это были составы с инвалидами, получившими увечья на войне. До весны 1920 года в Россию также удалось отправить почти 50 % солдат из Алжира. 20 апреля 1920 года большевистское и французское правительства в Копенгагене подписали соглашение об обмене гражданами. После этого оставшаяся часть россиян в Алжире пожелала вернуться в Советскую Россию, однако большую часть пароходов с россиянами на борту из Африки отправили в занятые белыми Одессу и Новороссийск. К концу 1920 года репатриация была завершена.
В январе 1918 года пожелавшие продолжить участие в войне попали на русскую военную базу в Лавале. В Салониках была создана база для русских военнослужащих на Балканском фронте, подчинённая базе в Лавале. Командующим стал генерал-лейтенант Н. А. Лохвицкий, начальником штаба был полковник французской службы. Часть русских офицеров и солдат корпуса польского происхождения присоединились к польской Голубой армии.
В составе Марокканской дивизии был создан Русский Легион Чести, который сражался под Парижем, а затем, пройдя Лотарингию, Эльзас и Саар, вошёл в Германию, где ему было поручено оккупировать немецкий город Вормс. Французы стали переводить в легион русских добровольцев из Французского Иностранного легиона и из рабочих рот, и численность легиона возросла до 2 тысяч человек. В начале 1919 года большая часть солдат легиона была отправлена в расположение ВСЮР, где бывшие участники восстания в Ла-Куртин перебили офицеров и перешли на сторону РККА. Оставшиеся в живых легионеры составили основу 1-го Кавказского стрелкового полка и участвовали во взятии Царицына и наступлении на Саратов. После этих событий легион был во Франции расформирован, а оставшиеся солдаты уехали в Россию. Многие из них сражались в Белой армии, а после её поражения эмигрировали во Францию.
1-я бригада в 1916 г. потеряла 237 человек, 3-я бригада — 475 человек. В ходе отражения 31 января 1917 г. газовой атаки в 3-й бригаде погибло и пострадало 328 человек. В ходе «Бойни Нивеля» русские войска потеряли до 70 офицеров и 5000 нижних чинов. К 23. 10. 1916 г. во 2-й бригаде было свыше 2000 раненых и больных. В период 24. 11. 1916 г. — 25. 01. 1917 г. 2-я бригада потеряла до 2000 человек (из них до 700 убитыми).

Военнослужащие Экспедиционного корпуса во Франции
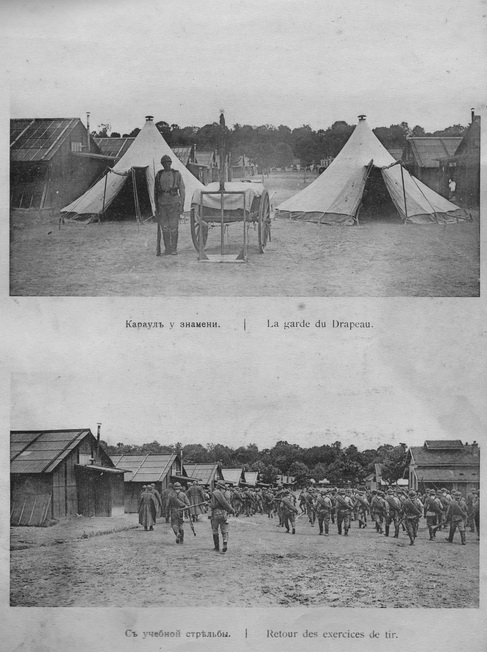
Верхнее фото: Караул у знамени; Нижнее фото: С учебной стрельбы. Русский экспедиционный корпус, Франция
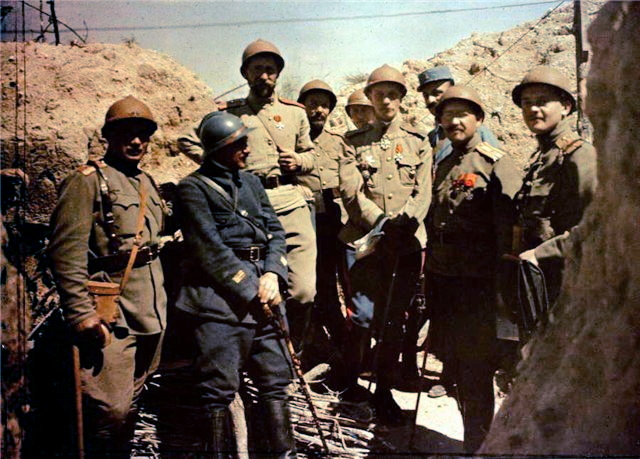
Лето 1916 года, Шампань. Начальник 1-й особой пехотной бригады генерал-майор Н. А. Лохвицкий с несколькими русскими и французскими офицерами обходит позиции
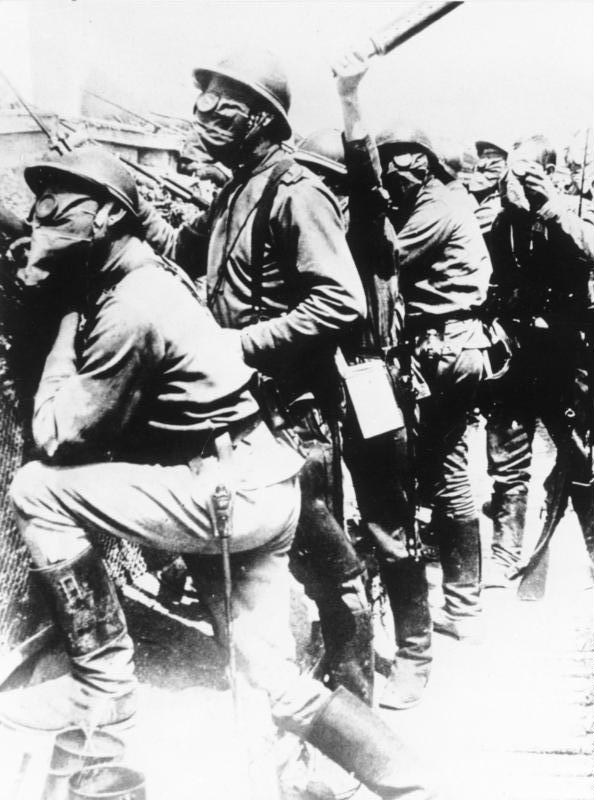
Русские солдаты в окопах на Западном фронте, надеты защитные маски
Русские солдаты с французскими артиллеристами перед богатой витриной гастрономического магазина «Феликс Потен»[9]
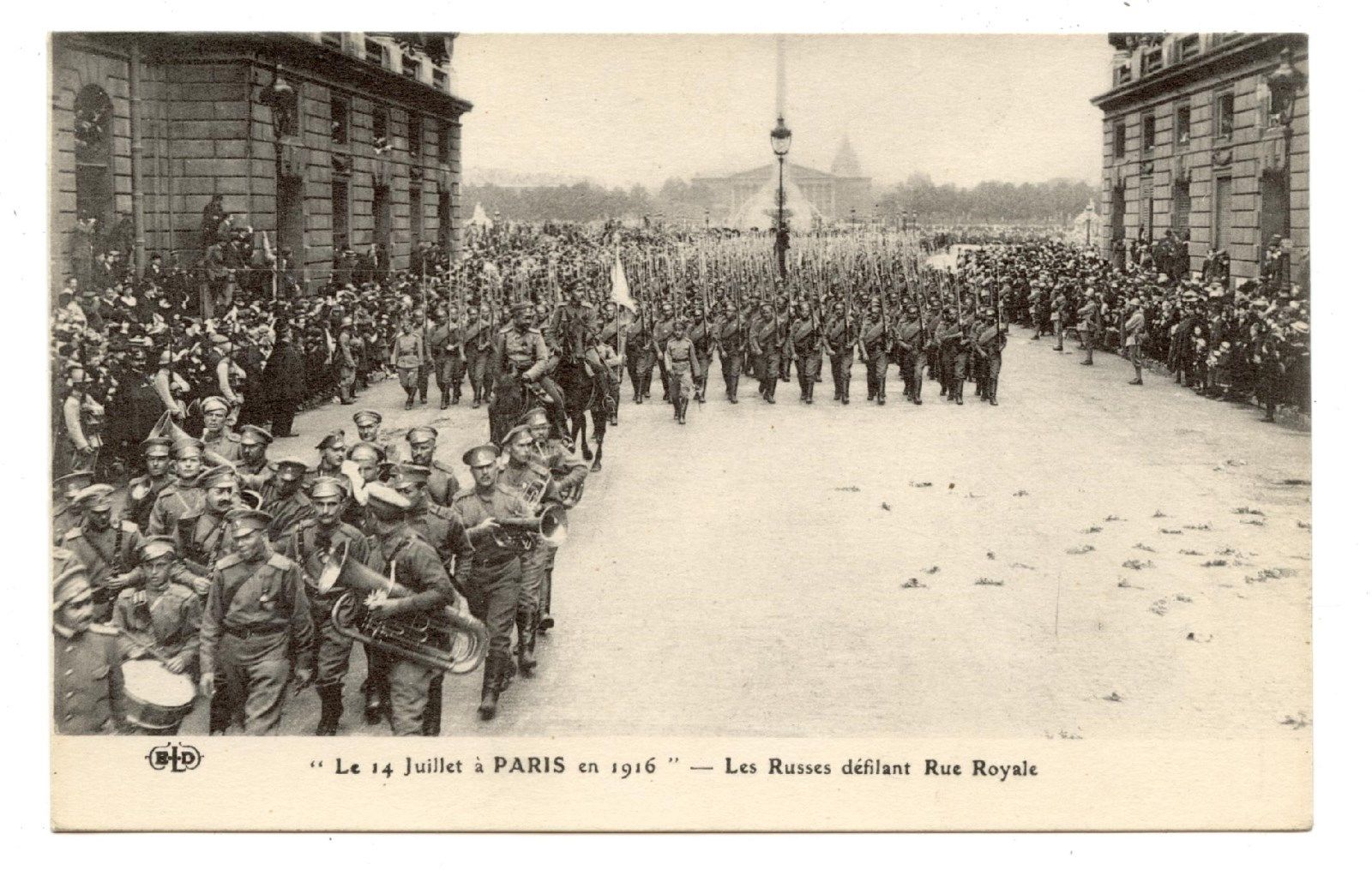
Парад русских войск по Ру-Рояль в Париже 14 июля 1916 года. Почтовая открытка

## Состав (дислокация или место сформирования)

### Начало 1917 года
- 1-я особая пехотная бригада (7-й корпус (дивизионный генерал де Базелер), 5-я армия (генерал Мазель), Франция[10])
  - 1-й особый пехотный полк (Москва)
  - 2-й особый пехотный полк (Самара)
- 2-я особая пехотная бригада (Македония)
  - 3-й особый пехотный полк (Москва)
  - 4-й особый пехотный полк (Москва)
- 3-я особая пехотная бригада (32-й корпус (дивизионный генерал Пассага?), резерв 5-й армии, Франция[10])
  - 5-й особый пехотный полк (Екатеринбург)
  - 6-й особый пехотный полк (Челябинск)
- 4-я особая пехотная бригада (Македония)
  - 7-й особый пехотный полк (Москва)
  - 8-й особый пехотный полк (Москва)

### Май 1917 года
Четыре поредевшие после боёв бригады свели в две дивизии:
- 1-я особая пехотная дивизия, начальник генерал-майор М. И. Занкевич (лагерь Ла-Куртин, Франция)
- 2-я особая пехотная дивизия, начальник генерал-майор В. П. Тарановский (Македония)

## Знаки различия
Воинская часть: Управление бригады Экспедиционного корпуса русской армии во Франции и Греции. 1-я Особая пехотная бригада (Шампань, Франция), 2-я Особая пехотная бригада (Греция, Салоникский фронт), 3-я Особая пехотная бригада (Франция), 4-я Особая пехотная бригада (Греция):
| Описание             | 1-я Особая пехотная бригада | 1-я Особая пехотная бригада | 1-я Особая пехотная бригада | 1-я Особая пехотная бригада | 1-я Особая пехотная бригада | 1-я Особая пехотная бригада | 1-я Особая пехотная бригада | 1-я Особая пехотная бригада |
| -------------------- | --------------------------- | --------------------------- | --------------------------- | --------------------------- | --------------------------- | --------------------------- | --------------------------- | --------------------------- |
| Погоны 1916—1917 гг. |                             |                             |                             |                             |                             |                             |                             |                             |
| Описание             | 2-я Особая пехотная бригада | 2-я Особая пехотная бригада | 2-я Особая пехотная бригада | 2-я Особая пехотная бригада | 2-я Особая пехотная бригада | 2-я Особая пехотная бригада | 2-я Особая пехотная бригада | 2-я Особая пехотная бригада |
| Погоны 1916—1917 гг. |                             |                             |                             |                             |                             |                             |                             |                             |
| Описание             | 3-я Особая пехотная бригада | 3-я Особая пехотная бригада | 3-я Особая пехотная бригада | 3-я Особая пехотная бригада | 3-я Особая пехотная бригада | 3-я Особая пехотная бригада | 3-я Особая пехотная бригада | 3-я Особая пехотная бригада |
| Погоны 1916—1917 гг. |                             |                             |                             |                             |                             |                             |                             |                             |
| Описание             | 4-я Особая пехотная бригада | 4-я Особая пехотная бригада | 4-я Особая пехотная бригада | 4-я Особая пехотная бригада | 4-я Особая пехотная бригада | 4-я Особая пехотная бригада | 4-я Особая пехотная бригада | 4-я Особая пехотная бригада |
| Погоны 1916—1917 гг. |                             |                             |                             |                             |                             |                             |                             |                             |
| Классный чин         | Генерал- майор              | Полковник                   | Подполковник                | Капитан                     | Штабс-капитан               | Поручик                     | Подпоручик                  | Прапорщик                   |
| Группа               | Генералы                    | Штаб-офицеры                | Штаб-офицеры                | Обер-офицеры                | Обер-офицеры                | Обер-офицеры                | Обер-офицеры                | Обер-офицеры                |

Воинская часть: Управление бригады и маршевый батальон Экспедиционного корпуса русской армии во Франции и Греции. 1-я Особая пехотная бригада (Шампань, Франция), 2-я Особая пехотная бригада (Греция, Салоникский фронт), 3-я Особая пехотная бригада (Франция), 4-я Особая пехотная бригада (Греция):
| Описание                                  | 1-я Особая пехотная бригада | 1-я Особая пехотная бригада | 1-я Особая пехотная бригада | 1-я Особая пехотная бригада | 1-я Особая пехотная бригада |
| ----------------------------------------- | --------------------------- | --------------------------- | --------------------------- | --------------------------- | --------------------------- |
| Погоны 1916—1917 гг.                      |                             |                             |                             |                             |                             |
| Описание                                  | 2-я Особая пехотная бригада | 2-я Особая пехотная бригада | 2-я Особая пехотная бригада | 2-я Особая пехотная бригада | 2-я Особая пехотная бригада |
| Погоны 1916—1917 гг.                      |                             |                             |                             |                             |                             |
| Описание                                  | 3-я Особая пехотная бригада | 3-я Особая пехотная бригада | 3-я Особая пехотная бригада | 3-я Особая пехотная бригада | 3-я Особая пехотная бригада |
| Погоны 1916—1917 гг.                      |                             |                             |                             |                             |                             |
| Описание                                  | 4-я Особая пехотная бригада | 4-я Особая пехотная бригада | 4-я Особая пехотная бригада | 4-я Особая пехотная бригада | 4-я Особая пехотная бригада |
| Погоны 1916—1917 гг.                      |                             |                             |                             |                             |                             |
| Воинское звание или равное ему нестроевое | Фельдфебель                 | Старший унтер-офицер        | Младший унтер-офицер        | Ефрейтор                    | Рядовой                     |
| Группа                                    | Унтер-офицеры               | Унтер-офицеры               | Унтер-офицеры               | Рядовые                     | Рядовые                     |

### 1-я Особая пехотная бригада

#### 1-й Особый пехотный полк
| Описание             | 1-й Особый пехотный полк (Франция) | 1-й Особый пехотный полк (Франция) | 1-й Особый пехотный полк (Франция) | 1-й Особый пехотный полк (Франция) | 1-й Особый пехотный полк (Франция) | 1-й Особый пехотный полк (Франция) | 1-й Особый пехотный полк (Франция) | 1-й Особый пехотный полк (Франция) |
| -------------------- | ---------------------------------- | ---------------------------------- | ---------------------------------- | ---------------------------------- | ---------------------------------- | ---------------------------------- | ---------------------------------- | ---------------------------------- |
| Погоны 1916—1917 гг. |                                    |                                    |                                    |                                    |                                    |                                    |                                    |                                    |
| Классный чин         | Полковник                          | Подполковник                       | Капитан                            | Штабс-капитан                      | Поручик                            | Подпоручик                         | Прапорщик                          |                                    |
| Группа               | Штаб-офицеры                       | Штаб-офицеры                       | Обер-офицеры                       | Обер-офицеры                       | Обер-офицеры                       | Обер-офицеры                       | Обер-офицеры                       |                                    |

| Описание                                  | 1-й Особый пехотный полк (Франция) | 1-й Особый пехотный полк (Франция)   | 1-й Особый пехотный полк (Франция) | 1-й Особый пехотный полк (Франция) | 1-й Особый пехотный полк (Франция) | 1-й Особый пехотный полк (Франция) | 1-й Особый пехотный полк (Франция) |
| ----------------------------------------- | ---------------------------------- | ------------------------------------ | ---------------------------------- | ---------------------------------- | ---------------------------------- | ---------------------------------- | ---------------------------------- |
| Погоны 1916—1917 гг.                      |                                    |                                      |                                    |                                    |                                    |                                    |                                    |
| Погоны походные 1916—1917 гг.             |                                    |                                      |                                    |                                    |                                    |                                    |                                    |
| Воинское звание или равное ему нестроевое | Подпрапорщик                       | Подпрапорщик в должности фельдфебеля | Фельдфебель                        | Старший унтер-офицер               | Младший унтер-офицер               | Ефрейтор                           | Рядовой                            |
| Группа                                    | Унтер-офицеры                      | Унтер-офицеры                        | Унтер-офицеры                      | Унтер-офицеры                      | Унтер-офицеры                      | Рядовые                            | Рядовые                            |

#### 2-й Особый пехотный полк
| Описание             | 2-й Особый пехотный полк (Франция) | 2-й Особый пехотный полк (Франция) | 2-й Особый пехотный полк (Франция) | 2-й Особый пехотный полк (Франция) | 2-й Особый пехотный полк (Франция) | 2-й Особый пехотный полк (Франция) | 2-й Особый пехотный полк (Франция) |
| -------------------- | ---------------------------------- | ---------------------------------- | ---------------------------------- | ---------------------------------- | ---------------------------------- | ---------------------------------- | ---------------------------------- |
| Погоны 1916—1917 гг. |                                    |                                    |                                    |                                    |                                    |                                    |                                    |
| Классный чин         | Полковник                          | Подполковник                       | Капитан                            | Штабс-капитан                      | Поручик                            | Подпоручик                         | Прапорщик                          |
| Группа               | Штаб-офицеры                       | Штаб-офицеры                       | Обер-офицеры                       | Обер-офицеры                       | Обер-офицеры                       | Обер-офицеры                       | Обер-офицеры                       |

| Описание                                  | 2-й Особый пехотный полк | 2-й Особый пехотный полк             | 2-й Особый пехотный полк | 2-й Особый пехотный полк | 2-й Особый пехотный полк | 2-й Особый пехотный полк | 2-й Особый пехотный полк |
| ----------------------------------------- | ------------------------ | ------------------------------------ | ------------------------ | ------------------------ | ------------------------ | ------------------------ | ------------------------ |
| Погоны 1916—1917 гг.                      |                          |                                      |                          |                          |                          |                          |                          |
| Погоны походные 1916—1917 гг.             |                          |                                      |                          |                          |                          |                          |                          |
| Воинское звание или равное ему нестроевое | Подпрапорщик             | Подпрапорщик в должности фельдфебеля | Фельдфебель              | Старший унтер-офицер     | Младший унтер-офицер     | Ефрейтор                 | Рядовой                  |
| Группа                                    | Унтер-офицеры            | Унтер-офицеры                        | Унтер-офицеры            | Унтер-офицеры            | Унтер-офицеры            | Рядовые                  | Рядовые                  |

### 2-я Особая пехотная бригада

#### 3-й Особый пехотный полк
| Описание             | 3-й Особый пехотный полк (Греция) | 3-й Особый пехотный полк (Греция) | 3-й Особый пехотный полк (Греция) | 3-й Особый пехотный полк (Греция) | 3-й Особый пехотный полк (Греция) | 3-й Особый пехотный полк (Греция) | 3-й Особый пехотный полк (Греция) |
| -------------------- | --------------------------------- | --------------------------------- | --------------------------------- | --------------------------------- | --------------------------------- | --------------------------------- | --------------------------------- |
| Погоны 1916—1917 гг. |                                   |                                   |                                   |                                   |                                   |                                   |                                   |
| Классный чин         | Полковник                         | Подполковник                      | Капитан                           | Штабс-капитан                     | Поручик                           | Подпоручик                        | Прапорщик                         |
| Группа               | Штаб-офицеры                      | Штаб-офицеры                      | Обер-офицеры                      | Обер-офицеры                      | Обер-офицеры                      | Обер-офицеры                      | Обер-офицеры                      |

| Описание                                  | 3-й Особый пехотный полк (Греция) | 3-й Особый пехотный полк (Греция)    | 3-й Особый пехотный полк (Греция) | 3-й Особый пехотный полк (Греция) | 3-й Особый пехотный полк (Греция) | 3-й Особый пехотный полк (Греция) | 3-й Особый пехотный полк (Греция) |
| ----------------------------------------- | --------------------------------- | ------------------------------------ | --------------------------------- | --------------------------------- | --------------------------------- | --------------------------------- | --------------------------------- |
| Погоны 1916—1917 гг.                      |                                   |                                      |                                   |                                   |                                   |                                   |                                   |
| Погоны походные 1916—1917 гг.             |                                   |                                      |                                   |                                   |                                   |                                   |                                   |
| Воинское звание или равное ему нестроевое | Подпрапорщик                      | Подпрапорщик в должности фельдфебеля | Фельдфебель                       | Старший унтер-офицер              | Младший унтер-офицер              | Ефрейтор                          | Рядовой                           |
| Группа                                    | Унтер-офицеры                     | Унтер-офицеры                        | Унтер-офицеры                     | Унтер-офицеры                     | Унтер-офицеры                     | Рядовые                           | Рядовые                           |

#### 4-й Особый пехотный полк
| Описание             | 4-й Особый пехотный полк (Греция) | 4-й Особый пехотный полк (Греция) | 4-й Особый пехотный полк (Греция) | 4-й Особый пехотный полк (Греция) | 4-й Особый пехотный полк (Греция) | 4-й Особый пехотный полк (Греция) | 4-й Особый пехотный полк (Греция) |
| -------------------- | --------------------------------- | --------------------------------- | --------------------------------- | --------------------------------- | --------------------------------- | --------------------------------- | --------------------------------- |
| Погоны 1916—1917 гг. |                                   |                                   |                                   |                                   |                                   |                                   |                                   |
| Классный чин         | Полковник                         | Подполковник                      | Капитан                           | Штабс-капитан                     | Поручик                           | Подпоручик                        | Прапорщик                         |
| Группа               | Штаб-офицеры                      | Штаб-офицеры                      | Обер-офицеры                      | Обер-офицеры                      | Обер-офицеры                      | Обер-офицеры                      | Обер-офицеры                      |

| Описание                                  | 4-й Особый пехотный полк (Греция) | 4-й Особый пехотный полк (Греция)    | 4-й Особый пехотный полк (Греция) | 4-й Особый пехотный полк (Греция) | 4-й Особый пехотный полк (Греция) | 4-й Особый пехотный полк (Греция) | 4-й Особый пехотный полк (Греция) |
| ----------------------------------------- | --------------------------------- | ------------------------------------ | --------------------------------- | --------------------------------- | --------------------------------- | --------------------------------- | --------------------------------- |
| Погоны 1916—1917 гг.                      |                                   |                                      |                                   |                                   |                                   |                                   |                                   |
| Погоны походные 1916—1917 гг.             |                                   |                                      |                                   |                                   |                                   |                                   |                                   |
| Воинское звание или равное ему нестроевое | Подпрапорщик                      | Подпрапорщик в должности фельдфебеля | Фельдфебель                       | Старший унтер-офицер              | Младший унтер-офицер              | Ефрейтор                          | Рядовой                           |
| Группа                                    | Унтер-офицеры                     | Унтер-офицеры                        | Унтер-офицеры                     | Унтер-офицеры                     | Унтер-офицеры                     | Рядовые                           | Рядовые                           |

### 3-я Особая пехотная бригада

#### 5-й Особый пехотный полк
| Описание             | 5-й Особый пехотный полк (Греция) | 5-й Особый пехотный полк (Греция) | 5-й Особый пехотный полк (Греция) | 5-й Особый пехотный полк (Греция) | 5-й Особый пехотный полк (Греция) | 5-й Особый пехотный полк (Греция) | 5-й Особый пехотный полк (Греция) |
| -------------------- | --------------------------------- | --------------------------------- | --------------------------------- | --------------------------------- | --------------------------------- | --------------------------------- | --------------------------------- |
| Погоны 1916—1917 гг. |                                   |                                   |                                   |                                   |                                   |                                   |                                   |
| Классный чин         | Полковник                         | Подполковник                      | Капитан                           | Штабс-капитан                     | Поручик                           | Подпоручик                        | Прапорщик                         |
| Группа               | Штаб-офицеры                      | Штаб-офицеры                      | Обер-офицеры                      | Обер-офицеры                      | Обер-офицеры                      | Обер-офицеры                      | Обер-офицеры                      |

| Описание                                  | 5-й Особый пехотный полк (Греция) | 5-й Особый пехотный полк (Греция)    | 5-й Особый пехотный полк (Греция) | 5-й Особый пехотный полк (Греция) | 5-й Особый пехотный полк (Греция) | 5-й Особый пехотный полк (Греция) | 5-й Особый пехотный полк (Греция) |
| ----------------------------------------- | --------------------------------- | ------------------------------------ | --------------------------------- | --------------------------------- | --------------------------------- | --------------------------------- | --------------------------------- |
| Погоны 1916—1917 гг.                      |                                   |                                      |                                   |                                   |                                   |                                   |                                   |
| Погоны походные 1916—1917 гг.             |                                   |                                      |                                   |                                   |                                   |                                   |                                   |
| Воинское звание или равное ему нестроевое | Подпрапорщик                      | Подпрапорщик в должности фельдфебеля | Фельдфебель                       | Старший унтер-офицер              | Младший унтер-офицер              | Ефрейтор                          | Рядовой                           |
| Группа                                    | Унтер-офицеры                     | Унтер-офицеры                        | Унтер-офицеры                     | Унтер-офицеры                     | Унтер-офицеры                     | Рядовые                           | Рядовые                           |

#### 6-й Особый пехотный полк
| Описание             | 6-й Особый пехотный полк (Греция) | 6-й Особый пехотный полк (Греция) | 6-й Особый пехотный полк (Греция) | 6-й Особый пехотный полк (Греция) | 6-й Особый пехотный полк (Греция) | 6-й Особый пехотный полк (Греция) | 6-й Особый пехотный полк (Греция) |
| -------------------- | --------------------------------- | --------------------------------- | --------------------------------- | --------------------------------- | --------------------------------- | --------------------------------- | --------------------------------- |
| Погоны 1916—1917 гг. |                                   |                                   |                                   |                                   |                                   |                                   |                                   |
| Классный чин         | Полковник                         | Подполковник                      | Капитан                           | Штабс-капитан                     | Поручик                           | Подпоручик                        | Прапорщик                         |
| Группа               | Штаб-офицеры                      | Штаб-офицеры                      | Обер-офицеры                      | Обер-офицеры                      | Обер-офицеры                      | Обер-офицеры                      | Обер-офицеры                      |

| Описание                                  | 6-й Особый пехотный полк (Греция) | 6-й Особый пехотный полк (Греция)    | 6-й Особый пехотный полк (Греция) | 6-й Особый пехотный полк (Греция) | 6-й Особый пехотный полк (Греция) | 6-й Особый пехотный полк (Греция) | 6-й Особый пехотный полк (Греция) |
| ----------------------------------------- | --------------------------------- | ------------------------------------ | --------------------------------- | --------------------------------- | --------------------------------- | --------------------------------- | --------------------------------- |
| Погоны 1916—1917 гг.                      |                                   |                                      |                                   |                                   |                                   |                                   |                                   |
| Погоны походные 1916—1917 гг.             |                                   |                                      |                                   |                                   |                                   |                                   |                                   |
| Воинское звание или равное ему нестроевое | Подпрапорщик                      | Подпрапорщик в должности фельдфебеля | Фельдфебель                       | Старший унтер-офицер              | Младший унтер-офицер              | Ефрейтор                          | Рядовой                           |
| Группа                                    | Унтер-офицеры                     | Унтер-офицеры                        | Унтер-офицеры                     | Унтер-офицеры                     | Унтер-офицеры                     | Рядовые                           | Рядовые                           |

### 4-я Особая пехотная бригада

#### 7-й Особый пехотный полк
| Описание             | 7-й Особый пехотный полк (Греция) | 7-й Особый пехотный полк (Греция) | 7-й Особый пехотный полк (Греция) | 7-й Особый пехотный полк (Греция) | 7-й Особый пехотный полк (Греция) | 7-й Особый пехотный полк (Греция) | 7-й Особый пехотный полк (Греция) |
| -------------------- | --------------------------------- | --------------------------------- | --------------------------------- | --------------------------------- | --------------------------------- | --------------------------------- | --------------------------------- |
| Погоны 1916—1917 гг. |                                   |                                   |                                   |                                   |                                   |                                   |                                   |
| Классный чин         | Полковник                         | Подполковник                      | Капитан                           | Штабс-капитан                     | Поручик                           | Подпоручик                        | Прапорщик                         |
| Группа               | Штаб-офицеры                      | Штаб-офицеры                      | Обер-офицеры                      | Обер-офицеры                      | Обер-офицеры                      | Обер-офицеры                      | Обер-офицеры                      |

| Описание                                  | 7-й Особый пехотный полк (Греция) | 7-й Особый пехотный полк (Греция)    | 7-й Особый пехотный полк (Греция) | 7-й Особый пехотный полк (Греция) | 7-й Особый пехотный полк (Греция) | 7-й Особый пехотный полк (Греция) | 7-й Особый пехотный полк (Греция) |
| ----------------------------------------- | --------------------------------- | ------------------------------------ | --------------------------------- | --------------------------------- | --------------------------------- | --------------------------------- | --------------------------------- |
| Погоны 1916—1917 гг.                      |                                   |                                      |                                   |                                   |                                   |                                   |                                   |
| Погоны походные 1916—1917 гг.             |                                   |                                      |                                   |                                   |                                   |                                   |                                   |
| Воинское звание или равное ему нестроевое | Подпрапорщик                      | Подпрапорщик в должности фельдфебеля | Фельдфебель                       | Старший унтер-офицер              | Младший унтер-офицер              | Ефрейтор                          | Рядовой                           |
| Группа                                    | Унтер-офицеры                     | Унтер-офицеры                        | Унтер-офицеры                     | Унтер-офицеры                     | Унтер-офицеры                     | Рядовые                           | Рядовые                           |

#### 8-й Особый пехотный полк
| Описание             | 7-й Особый пехотный полк (Греция) | 7-й Особый пехотный полк (Греция) | 7-й Особый пехотный полк (Греция) | 7-й Особый пехотный полк (Греция) | 7-й Особый пехотный полк (Греция) | 7-й Особый пехотный полк (Греция) | 7-й Особый пехотный полк (Греция) |
| -------------------- | --------------------------------- | --------------------------------- | --------------------------------- | --------------------------------- | --------------------------------- | --------------------------------- | --------------------------------- |
| Погоны 1916—1917 гг. |                                   |                                   |                                   |                                   |                                   |                                   |                                   |
| Классный чин         | Полковник                         | Подполковник                      | Капитан                           | Штабс-капитан                     | Поручик                           | Подпоручик                        | Прапорщик                         |
| Группа               | Штаб-офицеры                      | Штаб-офицеры                      | Обер-офицеры                      | Обер-офицеры                      | Обер-офицеры                      | Обер-офицеры                      | Обер-офицеры                      |

| Описание                                  | 7-й Особый пехотный полк (Греция) | 7-й Особый пехотный полк (Греция)    | 7-й Особый пехотный полк (Греция) | 7-й Особый пехотный полк (Греция) | 7-й Особый пехотный полк (Греция) | 7-й Особый пехотный полк (Греция) | 7-й Особый пехотный полк (Греция) |
| ----------------------------------------- | --------------------------------- | ------------------------------------ | --------------------------------- | --------------------------------- | --------------------------------- | --------------------------------- | --------------------------------- |
| Погоны 1916—1917 гг.                      |                                   |                                      |                                   |                                   |                                   |                                   |                                   |
| Погоны походные 1916—1917 гг.             |                                   |                                      |                                   |                                   |                                   |                                   |                                   |
| Воинское звание или равное ему нестроевое | Подпрапорщик                      | Подпрапорщик в должности фельдфебеля | Фельдфебель                       | Старший унтер-офицер              | Младший унтер-офицер              | Ефрейтор                          | Рядовой                           |
| Группа                                    | Унтер-офицеры                     | Унтер-офицеры                        | Унтер-офицеры                     | Унтер-офицеры                     | Унтер-офицеры                     | Рядовые                           | Рядовые                           |

## Униформа

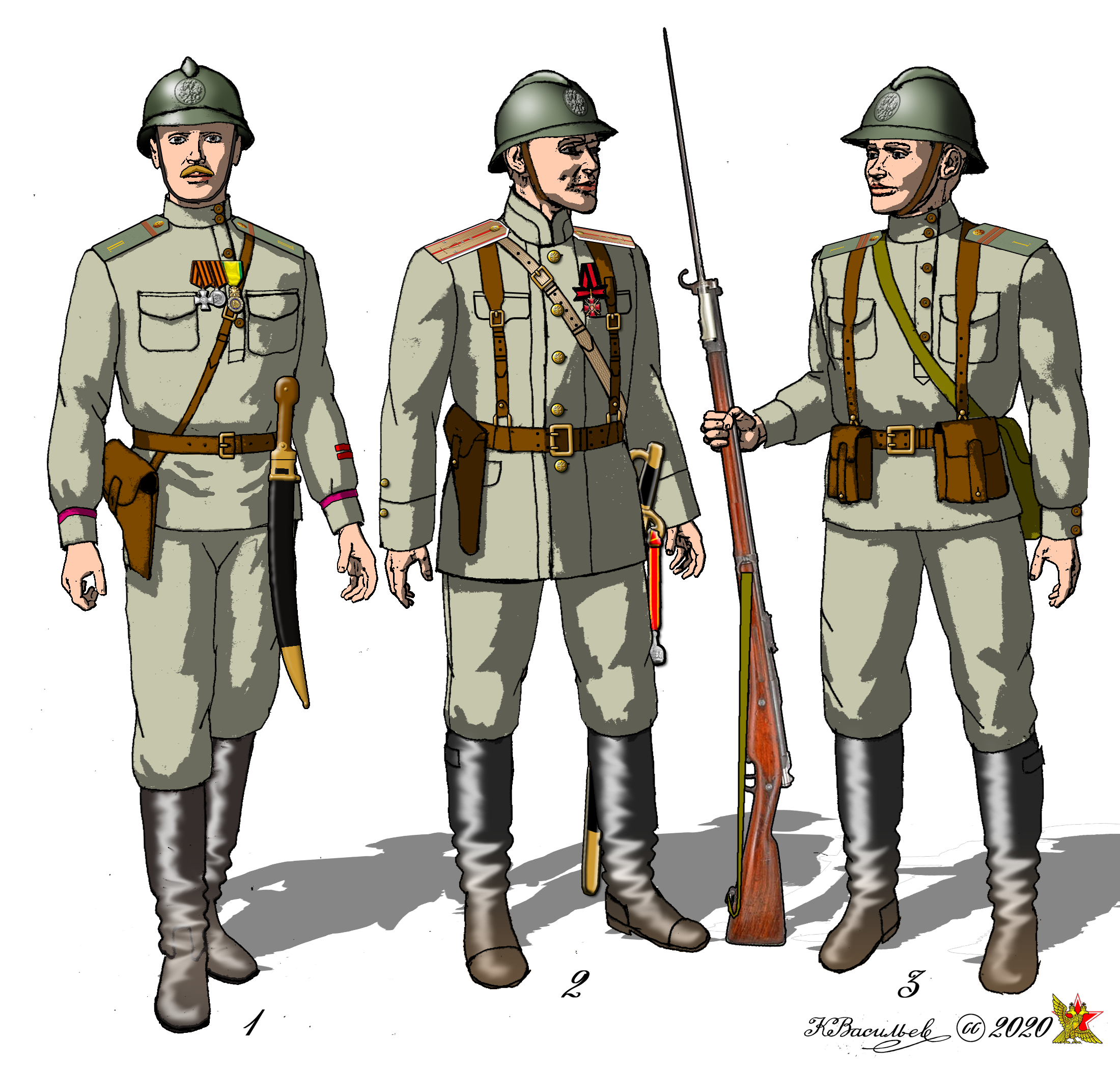
1. Ефрейтор, пулемётчик 2-го Особого пехотного полка. 2. Штабс-капитан 5-го Особого пехотного полка. 3. Младший унтер-офицер 1-го Особого пехотного полка.
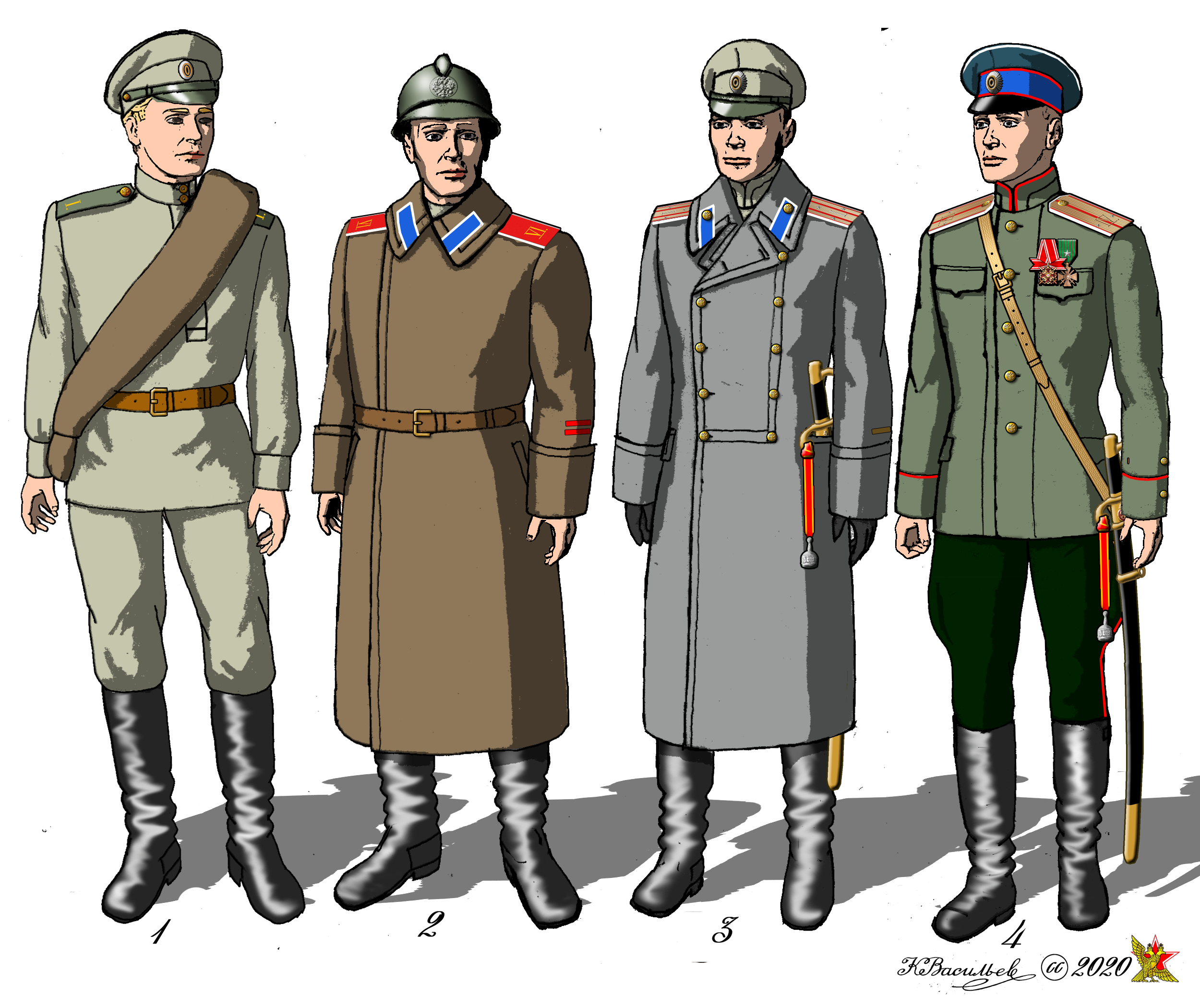
1. Рядовой 1-го Особого пехотного полка. 2. Рядовой 6-го Особого пехотного полка. 3. Подполковник управления 1-й Особой пехотной бригады. 4. Подпоручик 4-го Особого пехотного полка. Форма вне строя.

## Значение военного корпуса
Если Франция и не была стерта с карты Европы, то в первую очередь благодаря мужеству русских солдат.
— Маршал Фош 
Русский военный агент Алексей Игнатьев считал, что корпус никак не повлиял на ход военных действий, а его посылка была ошибкой:

Бригады эти... конечно, не могли повлиять на ход военных действий, но впоследствии сыграли известную роль в развитии революционного движения в самой Франции и во многом помешали восстановлению дипломатических отношений между этой страной и Советской Россией. По ним судили иностранцы о падении дисциплины в русской армии, а неизбежные революционные эксцессы представили на долгие годы хороший материал для антисоветской пропаганды. Посылка наших войск во Францию, оказалась, конечно, политической ошибкой...

## Память
- На построенном кладбище в коммуне Сент-Илер-ле-Гран[фр.] (около Мурмелона, под Реймсом) Французская армия провела захоронение 900 тел русских военнослужащих.
- В 1937 году, при помощи французских гражданских и военных властей, Ассоциация ветеранов экспедиционного корпуса возвела храм Воскресения Христова на русском военном кладбище в Сент-Илер-ле-Гран по проекту архитектора Бенуа.
- Ежегодное (на католическую Пятидеся́тницу (Pentecôte) и 11 ноября) поминовение на кладбище в Сент-Илер-ле-Гран военнослужащих Русского экспедиционного корпуса, павших во французской Шампани и в Салониках[3].
- В 2010 году в предместье Реймса на территории Музея истории Первой мировой войны «Форт Помпелль» состоялось открытие памятника Русскому экспедиционному корпусу[12].
- 21 июня 2011 года в Париже на набережной Сены рядом с мостом Александра III и выставочным дворцом «Гран-Пале» был торжественно открыт памятник воинам Русского экспедиционного корпуса работы скульптора Владимира Суровцева[13].
- Ежегодно в поминальные дни на кладбище Гран-Жас священство и прихожане русского православного храма в Канне собираются на молитву у монумента русским и сербским воинам Экспедиционного корпуса, скончавшимся в каннском госпитале в период с 1916 по 1918 год[14]
- 26 апреля 2015 года открыт памятник солдатам Русского экспедиционного корпуса, в коммуне Курси, в регионе Шампань — Арденны, представляющий собой скульптуру русского солдата, держащего в одной руке маленькую девочку, а в другой — плюшевого медвежонка[15].
- 12 мая 2016 года в Марселе у консульства Российской Федерации во Франции был торжественно открыт памятный знак посвящённый 100-летию прибытия в Марсель сформированной в Москве и Самаре 1-й особой пехотной бригады, сражавшейся в составе Русского экспедиционного корпуса в годы Первой мировой войны[16].
- Ряд фотографий Русского экспедиционного корпуса хранится в Российском государственном военном архиве, ф. 1511k, Оп. 2, Д. 127, среди других фотографий времён Первой мировой войны.

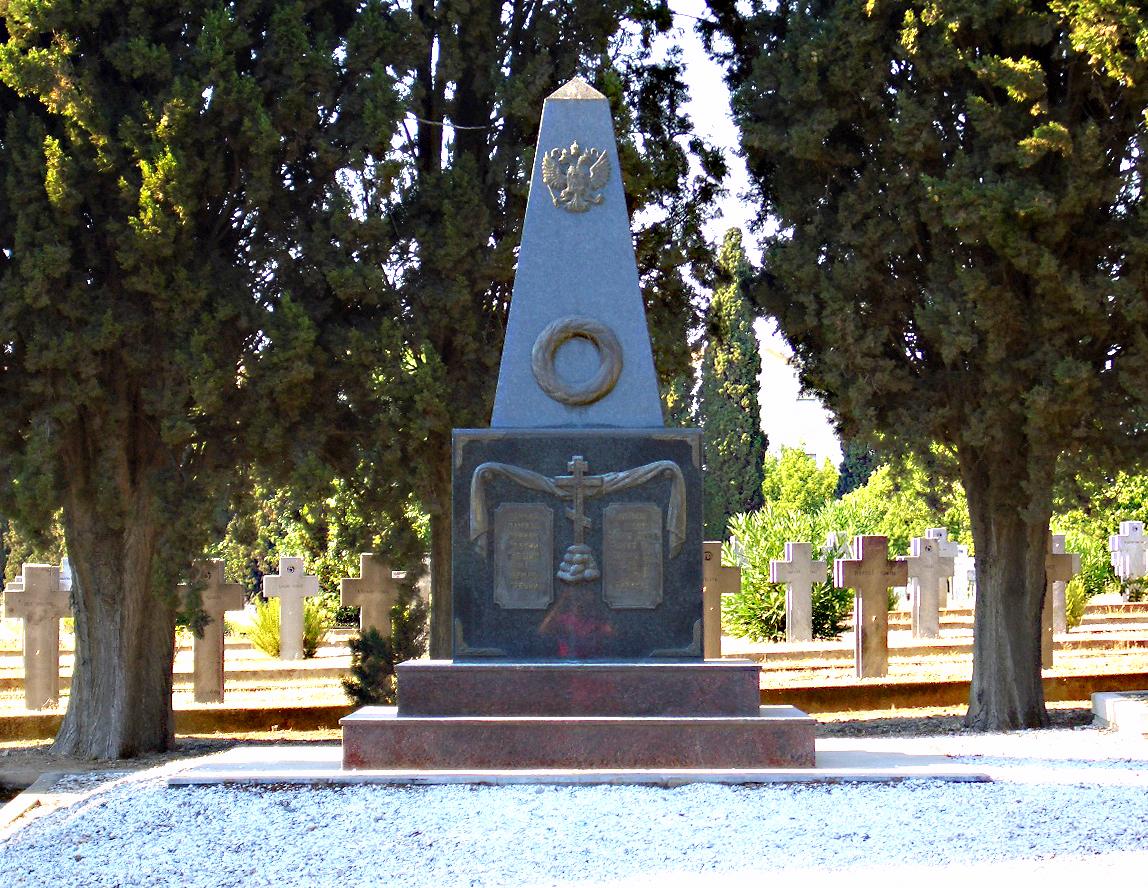
Русский монумент, Союзные кладбища Зейтенлик.
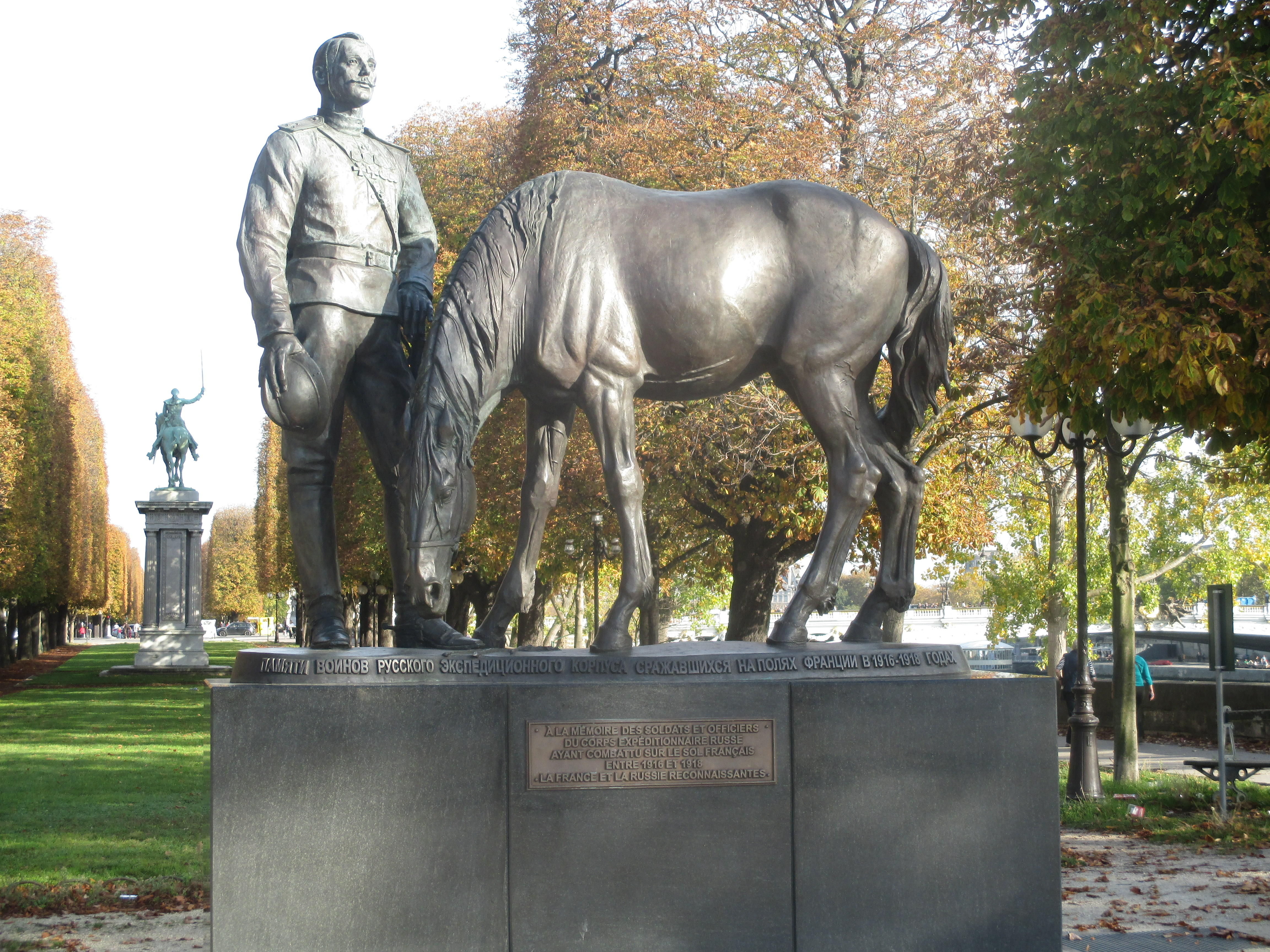
Памятник воинам Русского экспедиционного корпуса в Париже.
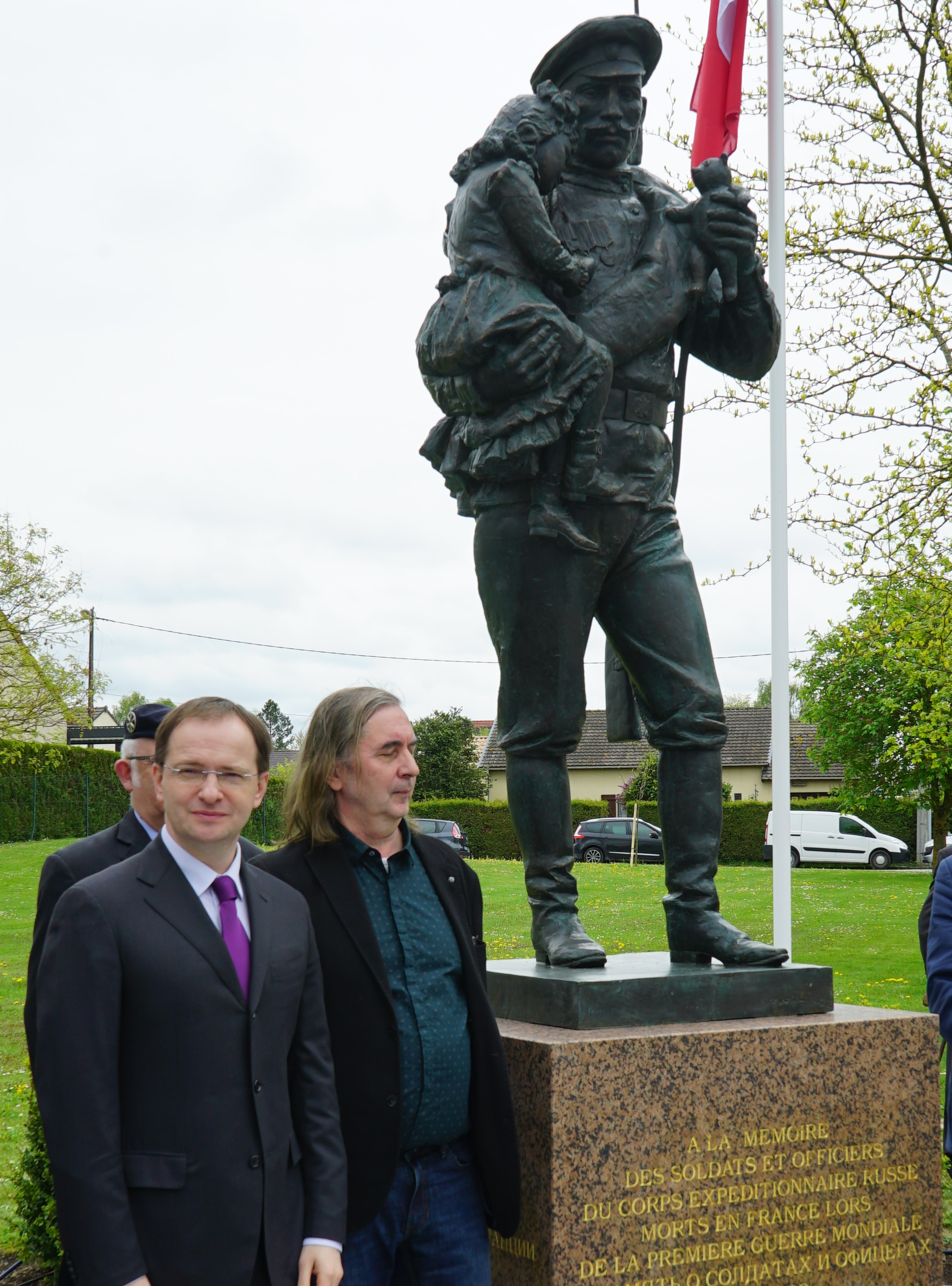
Памятник воинам Русского экспедиционного корпуса в коммуне Курси, в регионе Шампань — Арденны.
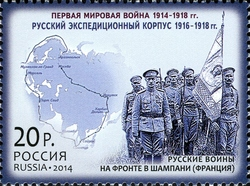
Почта России, 2014 г.  Первая мировая война.

## В культуре
- Малиновский Р. Я. Солдаты России. — М.: Воениздат, 1969. — 452 с. — 100 000 экз.: автобиографический роман будущего Маршала Советского Союза, воевавшего в составе русского корпуса во Франции.[17]
- «Случай на Женевском озере» — новелла австрийского писателя Стефана Цвейга о солдате корпуса.
- «Снайпер» — советский фильм 1931 года о солдате корпуса.

## Видео
- Видео на сайте YouTube, Русский экспедиционный корпус во Франции.
- Документальный фильм «Русский корпус во Франции» — режиссёры Вахтанг Микеладзе и Андрей Дутов